# Stenosmia albatera
Stenosmia albatera är en biart som först beskrevs av Warncke 1991.  Stenosmia albatera ingår i släktet Stenosmia och familjen buksamlarbin. Inga underarter finns listade i Catalogue of Life.